# Anthurium subcordatum
Anthurium subcordatum är en kallaväxtart som beskrevs av Heinrich Wilhelm Schott. Anthurium subcordatum ingår i släktet Anthurium och familjen kallaväxter.

## Underarter
Arten delas in i följande underarter:
- A. s. chlorocardium
- A. s. subcordatum